# Arcos de Jalón
Arcos de Jalón je obec ve španělské provincii Soria v autonomním společenství Kastilie a León. V obci žije přibližně 1 500 obyvatel. Leží v časovém pásmu UTC+01:00. Rozloha obce činí 442 km² a hustota zalidnění je tak 3,4 obyvatel km². Leží v údolí řeky Jalón v nadmořské výšce 831 m n. m. a k roku 2025 zde byl starostou Jesús Ángel Peregrina Molina. 